# Teresa Armstrong
Teresa J. Armstrong (née vers 1966) est une femme politique canadienne. Elle est élue à l'Assemblée législative de l'Ontario lors de l'élection provinciale du jeudi 6 octobre 2011. Elle est la députée qui représente la circonscription électorale de London—Fanshawe du caucus du Nouveau Parti démocratique de l'Ontario.